# Manuel Filiberto de Saboya
Manuel Filiberto de Saboya (en italiano: Emanuele Filiberto, apodado Testa di ferro, en piamontés, Testa 'd fer, 'Cabeza de Hierro', debido a su carrera militar) (Chambéry, 8 de julio de 1528-Turín, 30 de agosto de 1580) fue duque de Saboya desde 1553 hasta 1580, Orden de la Jarretera. Es recordado por la italianización de la Casa de Saboya, ya que recuperó el estado saboyardo (invadido y ocupado por Francia cuando era un niño) después de la batalla de San Quintín (1557) y posteriormente trasladó la capital a Turín e hizo del italiano el idioma oficial en el Piamonte.
Nacido en Chambéry, Manuel Filiberto fue el único hijo de Carlos III, duque de Saboya y de Beatriz de Portugal en alcanzar la edad adulta. Su madre era prima y cuñada de Carlos V, Sacro Emperador Romano, y el futuro duque sirvió en el ejército de Carlos durante la guerra contra Francisco I de Francia, distinguiéndose por la captura de Hesdin en julio de 1553. Un mes más tarde, se convirtió en duque de Savoya tras la muerte de su padre, pero este era un honor casi vacío, ya que la gran mayoría de sus tierras hereditarias habían sido ocupadas y eran administradas por los franceses desde 1536. Continuó sirviendo a los Habsburgo con la esperanza de recuperar sus tierras y sirvió a su primo Felipe II de España como gobernador de los Países Bajos de 1555 a 1559.
El nombramiento de Manuel Filiberto como comandante del ejército imperial se unió una tradición de generales italianos al servicio de los Habsburgo —con nombres como Andrea Doria, Alejandro Farnesio, Ambrosio Spínola o Raimondo Montecuccoli— y en ese puesto dirigió personalmente la invasión española del norte de Francia y obtuvo una brillante victoria en Saint-Quentin el 10 de agosto de 1557. También fue pretendiente de lady Elizabeth Tudor, hija de Enrique VIII de Inglaterra. Con la firma en 1559 de la paz de Cateau Cambrésis entre Francia y España, consiguió que el ducado le fuese restaurado y se casó con su prima, Margarita de Francia, duquesa de Berry, y hermana del rey Enrique II de Francia. Su único hijo fue Carlos Manuel I de Saboya.
Tras la muerte de su tío, Enrique I de Portugal, el 31 de enero de 1580, Manuel Filiberto luchó por imponer sus derechos como reclamante al trono portugués por su madre. Sin embargo, pronto se dio cuenta de que tenía una posición bastante frágil debido a las reivindicaciones de Felipe II, quien consiguió el control del país, uniendo así a España y Portugal.
Manuel Filiberto pasó su gobierno recuperando lo que se había perdido en las costosas guerras con Francia. Como experto estratega político, aprovechó varias disputas en Europa para recuperar lentamente el territorio tanto de manos de los franceses como de los españoles, incluida la ciudad de Turín. También compró dos territorios. Internamente, trasladó la capital del ducado desde Chambéry a Turín y reemplazó el latín como idioma oficial del ducado por el italiano. Estaba intentando adquirir el marquesado de Saluzzo cuando murió en Turín. Más tarde, fue enterrado en la capilla de la Sábana Santa de la catedral de Turín, a la que había trasladado la Sábana Santa en 1578.

## Biografía

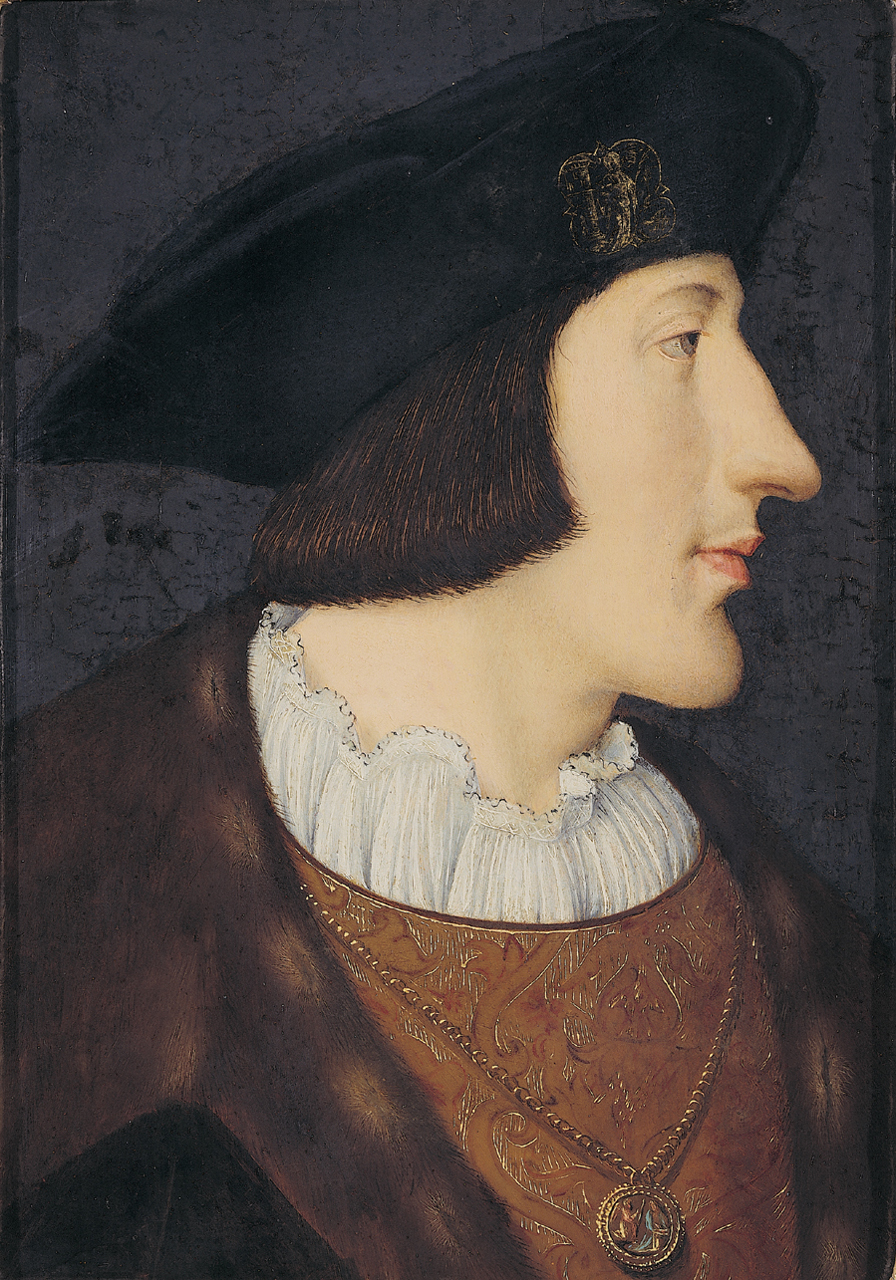
Carlos III de Saboya, obra de Jean Clouet.

### Orígenes y formación
Manuel Filiberto de Saboya nació el 8 de julio de 1528 en Chambéry. Sus padres eran Carlos III de Saboya y Beatriz de Portugal, hermana de la emperatriz Isabel de Portugal, mujer de Carlos V, de quien era sobrino. Era primo de Felipe II de España y de Enrique II de Francia.
Hasta la edad de siete años Manuel Filiberto, como hijo menor, fue destinado a la carrera eclesiástica y sus padres pidieron que se le concediese el beneficio de la Abadía de Hautecombe al Papa Clemente VII quien en 1530 había prometido para el niño el título de cardenal.
La educación del joven Manuel Filiberto fue confiada en 1532 al sacerdote Claude Louis Allardet, aunque su madre se involucró especialmente en su educación.
En diciembre de 1535 su hermano mayor, Ludovico de Saboya, falleció en Madrid, aún en su niñez, lo que convirtió a Manuel Filiberto en heredero al trono ducal. En este momento su educación cambió para adaptarla a su nueva condición. Sus principales educadores fueron Giambattista Provana di Leynì, quien más tarde sería obispo de Niza, Giacomo Bosio y los nobles saboyanos Louis de Châtillon, señor de Musinens y Châteland y Aimose de Genève, señor de Lullin, quienes se ocuparon de la instrucción militar.

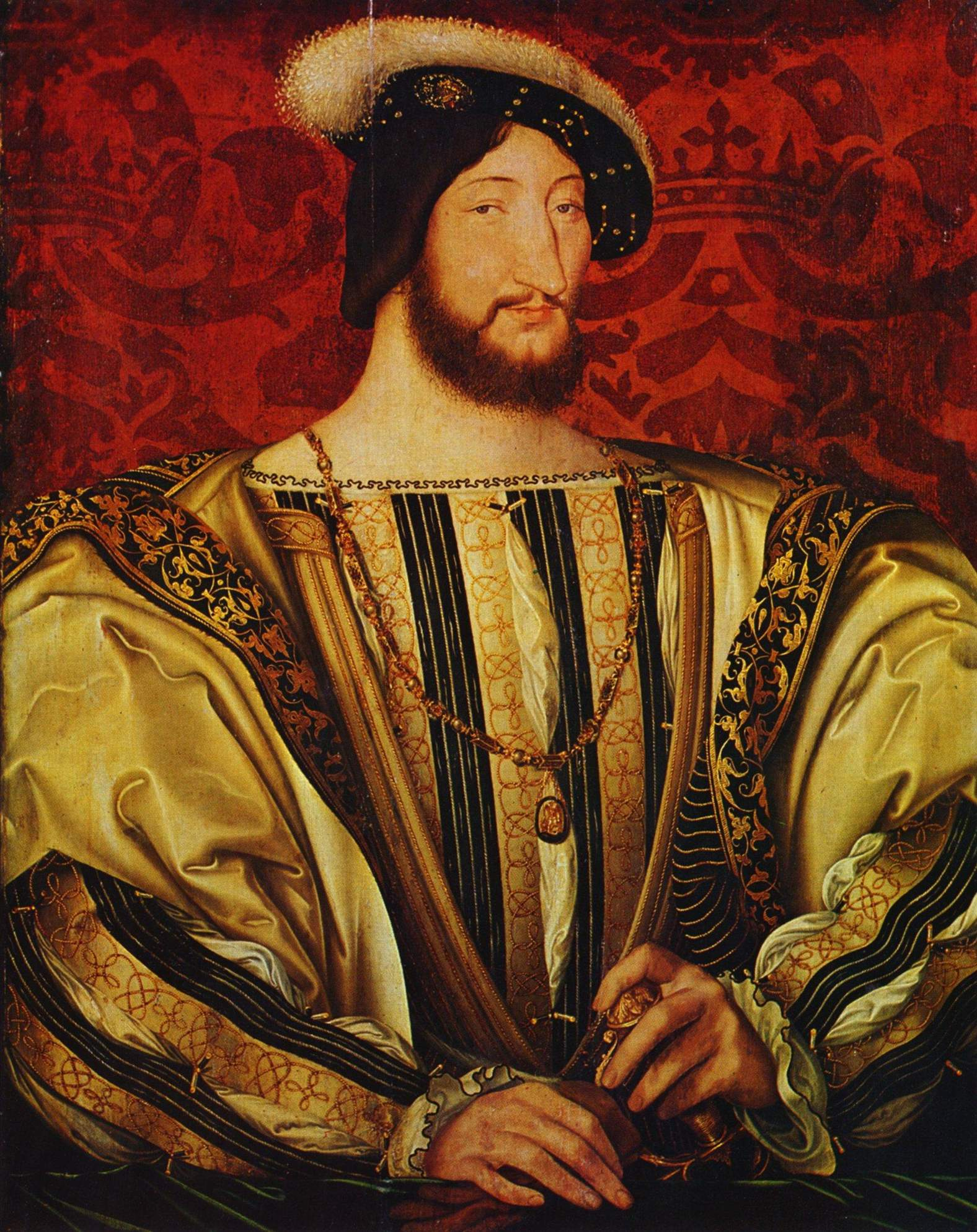
Francisco I de Francia. Obra de Jean Clouet.

La desgracia familiar fue acompañada por la invasión del ducado de Saboya por las tropas francesas en marzo de 1536. Francisco I de Francia había exigido a Carlos III el paso libre de su ejército para atacar el Milanesado. La negación del paso propició que los franceses ocuparan el 11 de febrero Saboya, tomando Chambéry el día 29, mientras los suizos ocupaban Valais y Vaud. Los franceses toman también Susa y Turín que es ocupado el 3 de abril. Mientras que Carlos III se refugia en Vercelli con su mujer y con Manuel Filiberto. La ocupación de Pinerolo y Cavour, Busca, Cherasco y Caraglio hizo que a finales de 1536 el duque de Saboya apenas tuviera dominios en su poder.
En 1538 muere su madre Beatriz de Portugal por complicaciones en un embarazo. En junio de 1538 se firmó una tregua de diez años en Niza entre Francia, la Monarquía católica y el Ducado de Saboya por el que se conservaban la posesiones adquiridas por los contendientes por lo que Saboya solo conserva unos pocos territorios como Vercelli, Ivrea, Biella, Asti, Cuneo y Fossano.
Entre 1538 y 1542 las lecciones de humanidades se alternan con los ejercicios físicos y caballerescos. En 1542 tuvo que recoger la herencia materna por lo que se convirtió en gobernador de Asti y del Marquesado de Ceva y se familiarizó con los problemas relativos a la administración y fiscalidad.
En 1542 los franceses reabrieron la contienda y la ciudad de Cuneo fue asediada y Niza tomada y saqueada por una flota franco-turca. Las victorias obtenidas por las tropas de Carlos V en Flandes sirvieron de contrapeso a los triunfos franceses en Piamonte por lo que la Paz de Crépy (1544) sancionó la vuelta a las fronteras firmadas en la tregua de Niza.
En 1545 Carlos III envía a Manuel Filiberto junto a Carlos V de manera permanente.

### Manuel Filiberto de Saboya al servicio de Carlos V

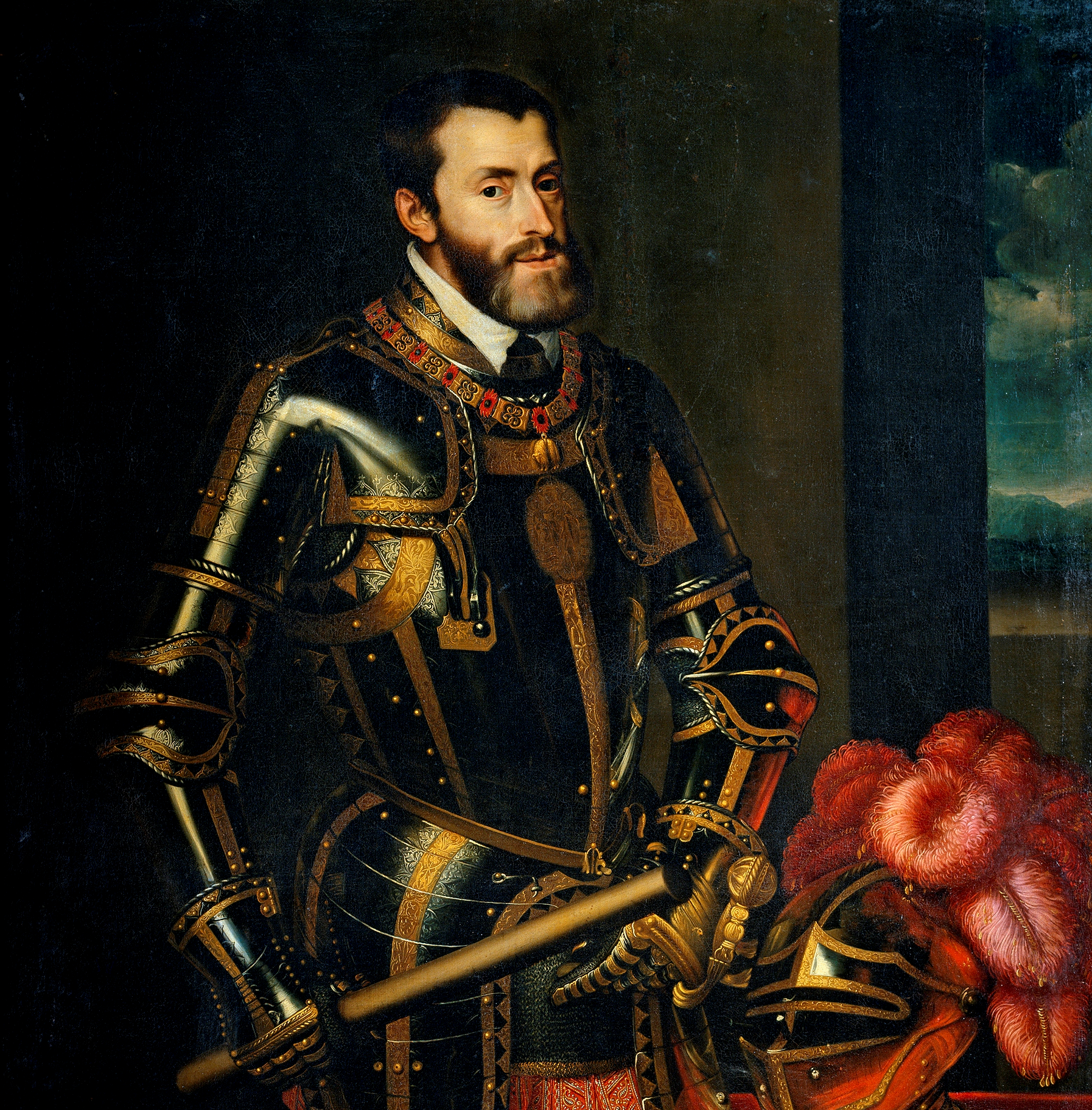
Carlos I de España. Obra de Tiziano.

Manuel Filiberto abandonó Vercelli el 27 de mayo de 1545 en dirección a Alemania pero tuvo que detenerse en Innsbruck por causa de unas fiebres. Finalmente se reuniría con el Emperador en Worms el 23 de julio de 1545. Desde entonces actuaría como portavoz de su padre ante el Emperador recordándole los compromisos acordados con su padre pero este le hizo ver la imposibilidad de ayudarle en ese momento.
Desde su llegada a Alemania tuvo que verse, Manuel Filiberto, envuelto en problemas económicos, problema que no se solucionaría hasta años más tarde.
En junio de 1546 acompañó a Carlos V a la Dieta de Ratisbona, último intento de llegar a un acuerdo entre católicos y protestantes. 
Poco después, por su disposición a servirle, Carlos V le concede la orden del Toison de Oro y es nombrado comandante de la guardia imperial y de la caballería flamenca.
Con este cargo participó en la guerra de Esmalcalda y entre finales de agosto y principios de septiembre en la batalla de Ingolstadt, donde a pesar del fuerte bombardeo que arreciaba sobre su posición no abandonó su puesto al lado del Emperador. Durante la batalla Carlos V invitó a Manuel Filiberto a ponerse bajo cubierto pero este contestó:
“Yo prefiero, sire, permanecer aquí con mi escuadrón y vivir y morir con vuestra majestad, que de ocurrirle algún percance no quisiera seguir yo vivo”.

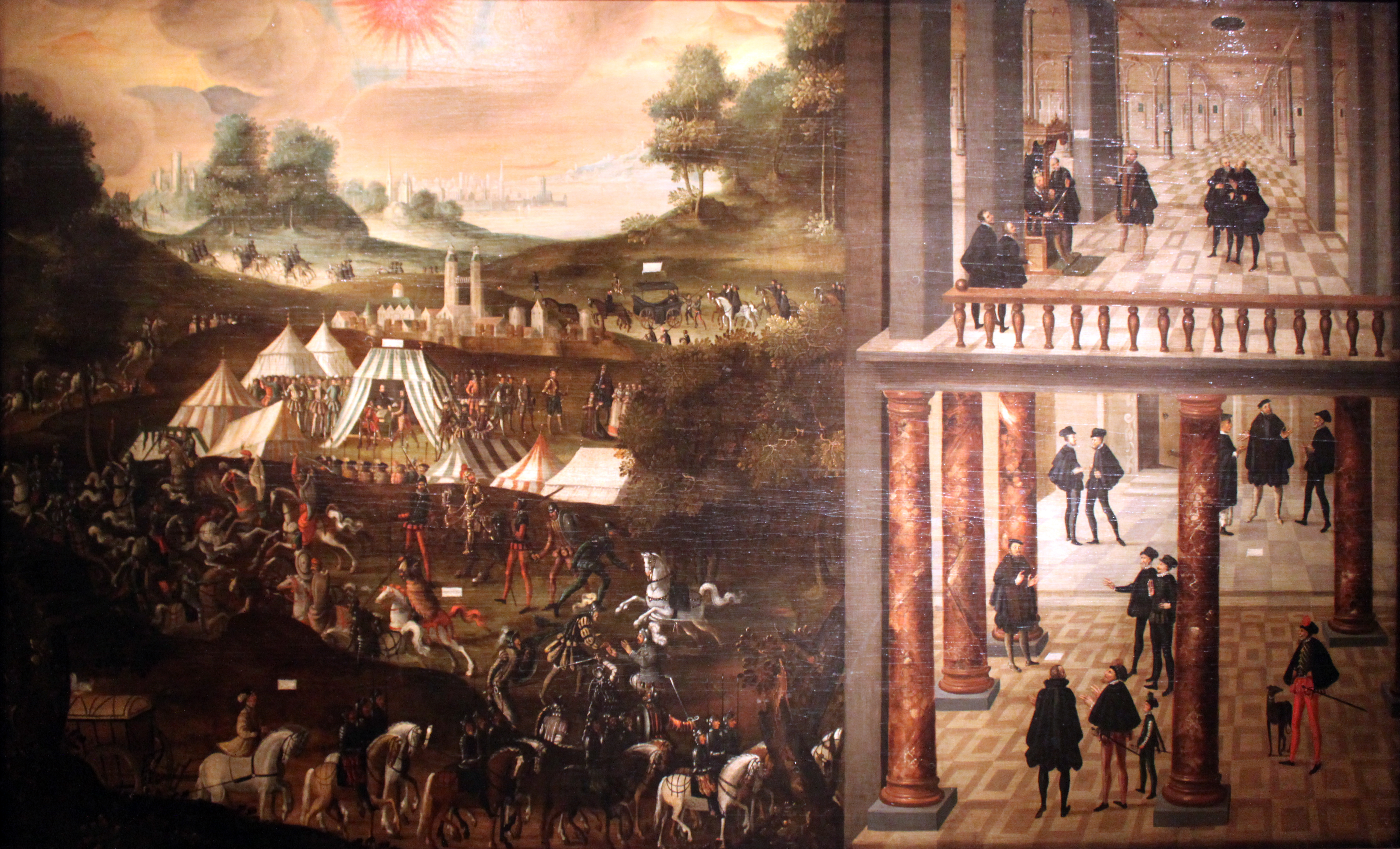
Batalla de Mühlberg, de autor desconocido.

Tras esta batalla los esmalcaldos se retiraron pero no estaban aún derrotados. Carlos V pasó a la ofensiva y tras reforzar su ejército con tropas de los Países Bajos se aseguró el control de Alemania meridional tras lo que se trasladó a Sajonia, corazón de la Liga de Esmalcalda. La campaña terminó en abril de 1547 con la victoria imperial en la batalla de Mühlberg en la que Manuel Filiberto estuvo al mando de la retaguardia del ejército imperial.
Aunque Manuel Filiberto había participado en la Guerra de Esmalcalda con mandos secundarios, había tenido la oportunidad de adquirir valiosas experiencias militares ya que esta guerra había constituido uno de los primeros ejemplos de guerra que enfrentaba a ejércitos de grandes proporciones por lo que pudo aprender mucho sobre logística y aprovisionamiento. La guerra también supuso un laboratorio de pruebas para el uso de la artillería.
Terminada la guerra, Manuel Filiberto permaneció entre 1547 y 1548 residiendo primero en Ulm y después en Augusta.
En agosto de 1549, Carlos V ordenó a Manuel Filiberto acompañar a Felipe II en un viaje por Zelanda, Holanda y Frisia, viéndose elevado poco después al primer plano de la corte imperial por la amistad que surgió entre él y el príncipe español.

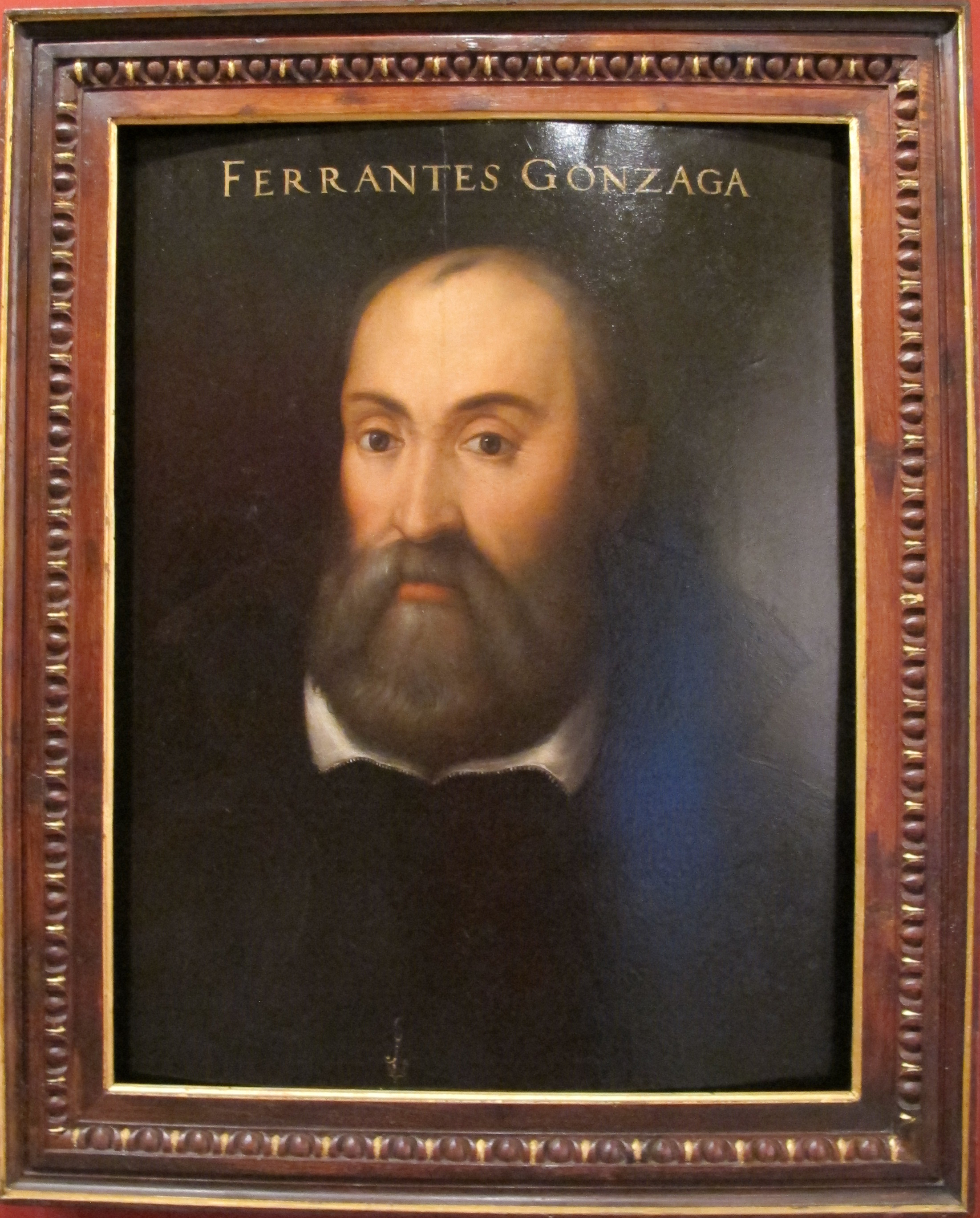
Ferrante I Gonzaga. Obra de Tiziano

En 1551 acompañó a Felipe a España donde llegó a Barcelona el 15 de junio. El estallido de la guerra en Piamonte interrumpió su estancia por España e hizo que regresara a Saboya no sin antes descubrir una estratagema francesa de una flota mandada por Piero Strozzi para atacar la ciudad. Ferrante I Gonzaga, comandante de las tropas españolas le puso al mando de la caballería en el enfrentamiento contra las tropas francesas comandadas por Charles Cossé, conde de Brissac. Participó activamente en el asedio del castillo de Bra en marzo de 1552 pero la campaña fue favorable en su conjunto para los franceses.
En otoño de 1552 se integró en el ejército que Carlos V reunió para atacar Metz y que fue puesto bajo el mando de Fernando Álvarez de Toledo y Pimentel. Manuel Filiberto recibió el mando de la caballería flamenca. La resistencia de la ciudad fue más tenaz de lo previsto y lo avanzado de la estación hizo que el asedio de la ciudad se tuviera que levantar.
A pesar del fracaso, el asedio de Metz, significó un importante aprendizaje para Manuel Filiberto ya que le permitió profundizar en el arte militar y las técnicas de asedio. Además había podido servir bajo las órdenes del duque de Alba que era un distinguido militar de indudables cualidades.

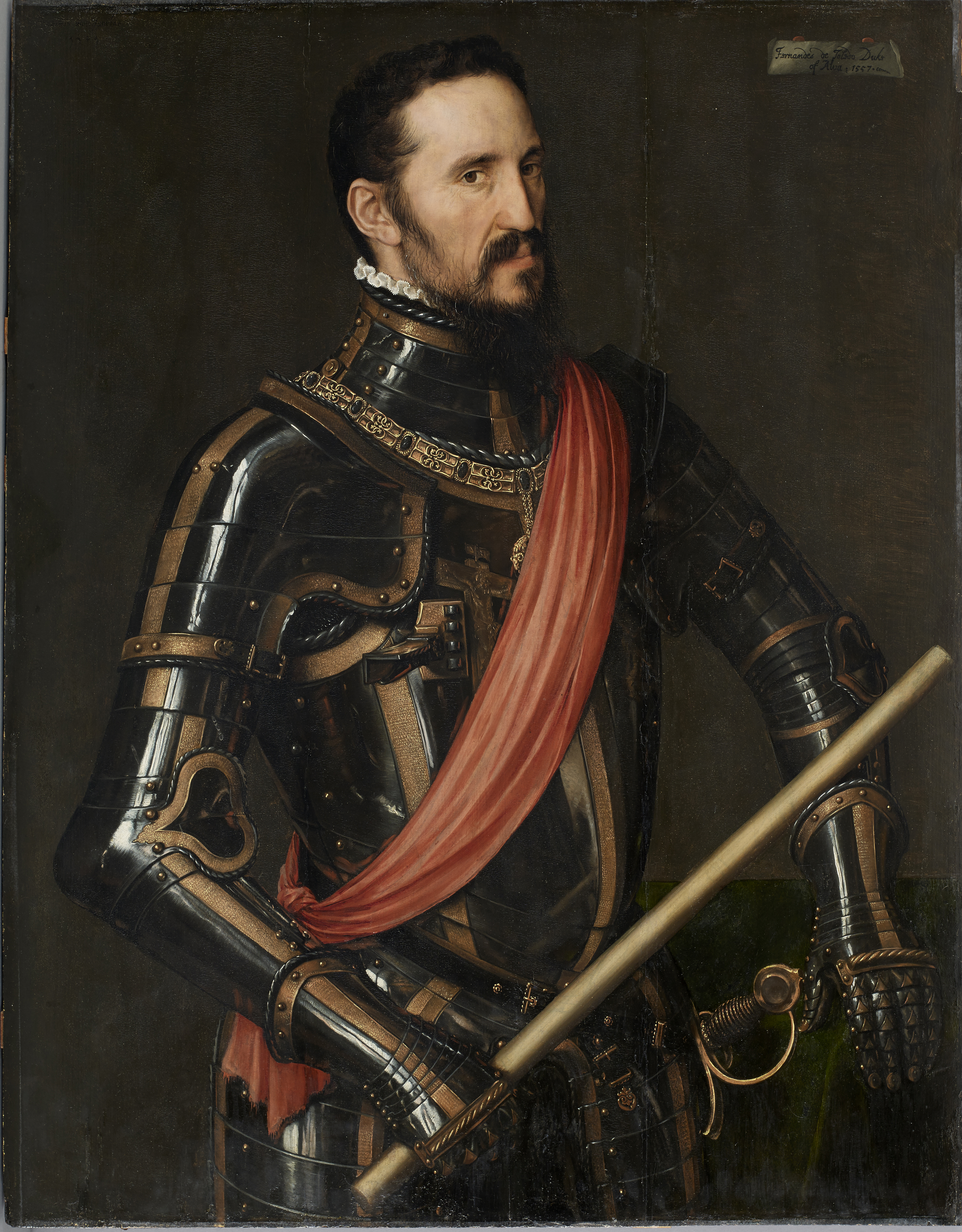
Fernando Álvarez de Toledo y Pimentel. Obra de Antonio Moro

En los primeros meses de 1553 se iniciaron negociaciones de paz pero no llegaron a ninguna parte y Carlos V preparó un nuevo ejército pero decidió sustituir al duque de Alba. El elegido fue el conde de Roeulx, Adriano de Croy. Sin embargo, duró poco en el cargo ya que mientras el ejército español tomaba la ciudad de Thérouanne, el conde de Roeulx murió repentinamente el 20 de junio de 1553.
El 27 de junio de 1553, Manuel Filiberto de Saboya fue nombrado comandante supremo del ejército haciéndose cargo del ejército bajo las murallas de la ciudad de Hesdin.

### Manuel Filiberto de Saboya como Comandante Supremo del ejército Imperial
La elección de Manuel Filiberto como comandante del ejército imperial respondía a una calculada estrategia política. Carlos V colocaba en un importante puesto a un general joven y estimado que se encontraba alejado de las luchas de las diversas facciones que dominaban la corte imperial. El Emperador, dada la edad de Manuel Filiberto (25 años), decidió colocar a su lado como consejeros a dos expertos capitanes: Antonio Doria y Giovanni Battista Castaldo.
Manuel Filiberto se pone a la cabeza de un ejército de 15.000 infantes y 7.000 jinetes, lo que le parecía insuficiente para hacer frente al ejército que estaba reuniendo Enrique II de Francia.

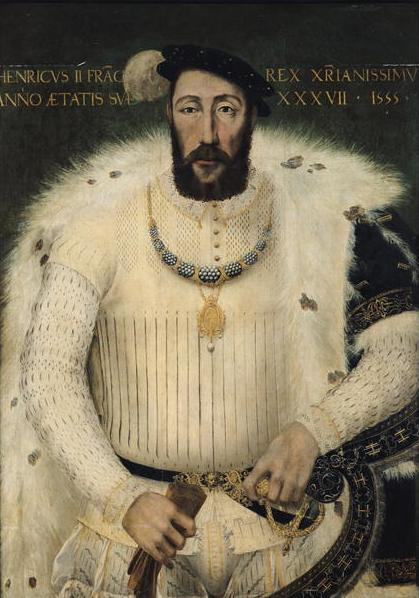
Enrique II de Francia.

La ciudad de Hesdin fue tomada tras un intenso bombardeo de ocho días. Tras la rendición las tropas imperiales se entregaron al pillaje, lo que desagrado enormemente a Manuel Filiberto.
Arrasada Hesdin, Manuel Filiberto se mantuvo en territorio francés y se dirigió hacia la ciudad de Doullens. La caballería flamenca que avanzaba en la vanguardia para tantear las fuerzas francesas fue derrotada y obligó a Manuel Filiberto a retirarse para recomponer sus tropas. Manuel Filiberto dirigió su ejército hacía Miraumont (Picardía). 
El ejército francés bajo el mando de Enrique II acampó frente al ejército imperial y durante días ambos ejércitos permanecieron frente a frente, pero sin llegar al encuentro campal. La llegada del otoño impidió la continuación de las operaciones y ambos ejércitos fueron licenciados.
El 17 de agosto de 1553 Carlos III falleció en Vercelli y el 15 de julio de 1554, un año después del fallecimiento de su padre, Carlos V le confirió la investidura de los Estados de su padre.
La campaña de 1554 comenzó con una penetración del ejército francés en territorio flamenco en la que tomaron las ciudades de Mariemont y Binche. Manuel Filiberto expulsó al ejército francés de suelo flamenco pero la campaña no contó con más beneficios. Si desde el punto de vista militar la campaña no tuvo buenos resultados, Manuel Filiberto, encontró reforzada su autoridad y prestigio personal ya que había podido imponer una férrea disciplina y había podido expulsar a un ejército superior en número.

### Manuel Filiberto de Saboya al servicio de Felipe II de España
En 1555 Carlos V abdicó y Manuel Filiberto de Saboya se mantuvo al servicio de su hijo Felipe II de España quien nombró a Manuel Filiberto Gobernador de los Países Bajos. Durante un tiempo, Manuel Filiberto tuvo que dedicar más tiempo a la administración de Países Bajos que a los asuntos de la guerra. Fue por aquellos días pretendiente (en vano) de la mano de la futura reina de Inglaterra Isabel I, durante el reinado de la hermana de ésta, María Tudor.
A principios de 1557 los enfrentamientos entre España y Francia se recrudecieron y los franceses intentaron un golpe de mano contra Douai y conquistaron Lens. 

#### La batalla de San Quintín

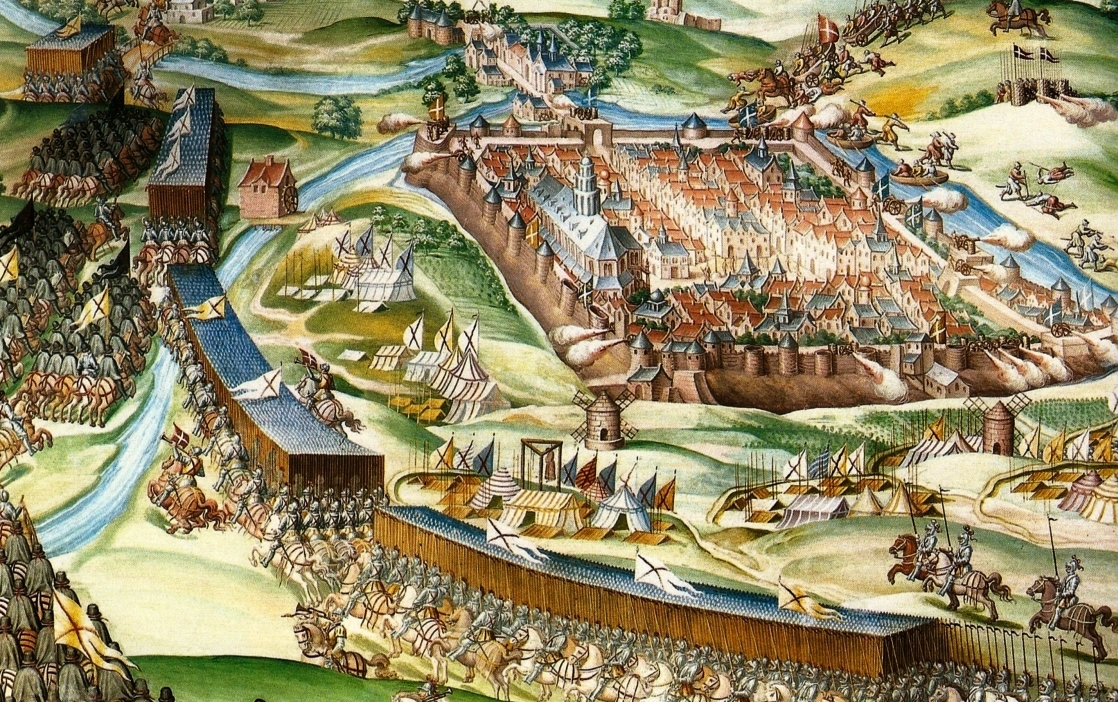
Batalla de San Quintín. Obra de Niccolò Granello.

El ejército preparado por Felipe II alcanzaba más de 50.000 hombres. A finales de julio va descendiendo lentamente desde Bruselas hacia Francia, dejando a su espalda Waterloo y avanzando por el valle del Sambre hasta Namur, continuando por el valle del Mosa hasta Dinant hacia el bosque de las Ardenas. De repente realiza una maniobra y, marchando rápidamente, atraviesa el río Oise y el Sambre y se presenta en San Quintín, poniéndola bajo asedio. En la ciudad se encontraba el Almirante Gaspar de Coligny con una importante guarnición.
Divide sus fuerzas y hace esparcir la voz de que divide a su ejército, enviando la mitad al ejército de Felipe II, cuando en realidad lo que hace es esconder a estas tropas tras unas colinas.
El 10 de agosto de 1557 llegan a San Quintín tropas francesas bajo el mando de Anne de Montmorency. Su intención es entrar en la ciudad y hace avanzar a los zapadores para que levanten un puente sobre el Mosa que les permita entrar en la ciudad. 
El ejército imperial, escondido tras las colinas, se lanza contra el ejército francés que inicia una retirada desordenada. En este momento, el duque vio a los franceses en movimiento y dubitativos, por lo que decidió atacarlos con todas sus fuerzas, sin esperar la llegada de Felipe II. Desordenados por el asalto de la caballería flamenca, los franceses intentaron formar cuadros de infantería pero fueron batidos por el fuego de la artillería.
Las bajas del ejército francés en la batalla de San Quintín fueron de 5.000 muertos y 6.000 prisioneros (entre ellos Anne de Montmorency). Para el ejército español las bajas fueron solo de unos pocos centenares de hombres.

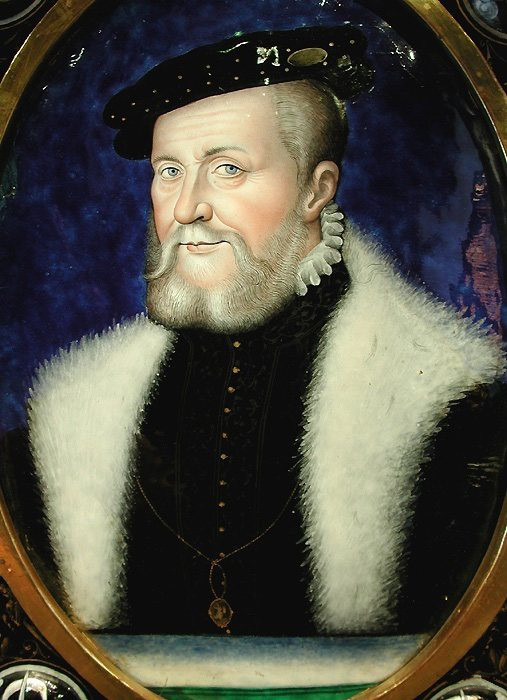
Anne de Montmorency. Obra de Léonard Limousin.

La campaña de 1558 fue de baja intensidad y el 3 de abril de 1559 se firmó la Paz de Cateau-Cambrésis. En virtud de este tratado Manuel Filiberto recuperaba sus dominios con la condición de que Francia conservara seis ciudades (Turín, Pinerolo, Chieri, Chivasso, Savigliano y Villanova d'Asti). Los españoles como contrapartida habían decidido conservar dos (Santhià y Asti). Manuel Filiberto además debía casarse con Margarita de Francia, duquesa de Berry, hermana de Enrique II de Francia.

### Manuel Filiberto como duque de Saboya
Manuel Filiberto entró en París el 21 de junio de 1559 para contraer matrimonio con Margarita. La acogida de Enrique fue cordial y se fijó la fecha de la boda para el día 10 de julio en la Catedral de Notre-Dame, al tiempo que daban comienzo las fiestas para celebrarlo. Se organizaron varios torneos y en uno de ellos el rey Enrique II fue herido en la cabeza con una herida mortal. Mientras el rey agonizaba, Manuel Filiberto y Margarita celebraban su matrimonio el día 10. Más tarde, el mismo día fallecería Enrique II de Francia.

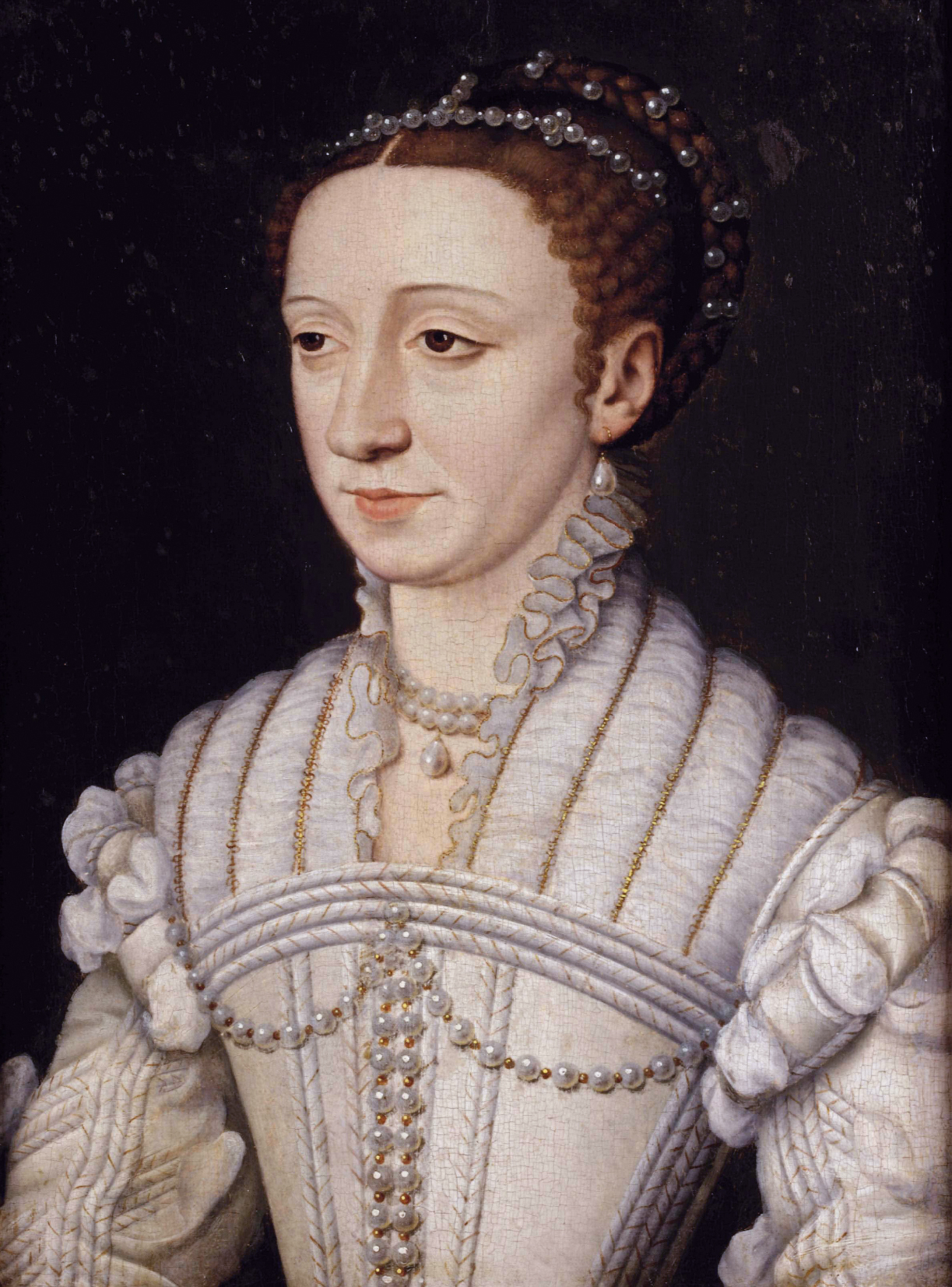
Margarita de Francia, duquesa de Berry. Obra de François Clouet

Tras volver a Flandes para entregar a Margarita de Parma el gobierno de los Países Bajos, Manuel Filiberto abandonó Flandes y llegó a sus dominios (Niza) el 3 de noviembre de 1559.

#### Política interior
Manuel Filiberto de Saboya realizó una serie de reformas internas que convirtieron sus dominios, que anteriormente conservaban las formas de un estado medieval, en el que la autoridad del príncipe se veía muy limitada por el clero, la nobleza y las comunidades ciudadanas, en un estado moderno introduciendo un absolutismo que panegiristas e historiadores han considerado precursor del absolutismo ilustrado.
Uno de los primeros actos de Manuel Filiberto fue la restauración de los tribunales de justicia y creó la figura de un funcionario llamado “prefecto” dotado de competencias tanto civiles como criminales.
Dividió sus dominios en siete provincias (Aosta, Ivrea, Vercelli, Piamonte, provincia del Po, Asti y Niza) a la cabeza de cada una se puso a un prefecto.

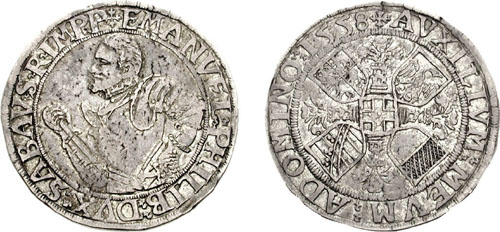
Monedas de la época de Manuel Filiberto de Saboya.

Otra de sus primeras acciones fue reorganizar el Senado piamontés al que le atribuyó las competencias de juzgar las apelaciones, causas particulares y privilegiadas y se le reconoció como la máxima autoridad judicial inapelable, solo recurrible ante la voluntad ducal.
Las dos instituciones más importantes de la antigua estructura estatal saboyana habían sido la Asamblea de los Estados y el Consejo de Estado. Manuel Filiberto actuó de distinta forma con ambas instituciones para asentar su poder.
La Asamblea de Estados, pareció en primer momento, ser aceptada y en 1560, Manuel Filiberto, convocó a los tres Estados para la concesión de unos tributos. Sin embargo Manuel Filiberto, desde el principio se reunió con los Estados por separado y manteniendo relaciones directas con los sectores más poderosos de cada ciudad. Después de esa fecha no volvió a convocar la Asamblea de Estados.
El Consejo de Estado, institución que participaba en el gobierno con el duque, fue una institución que entre 1559 y 1562 tuvo una cierta importancia política aunque pronto se vio su escaso poder efectivo y el carácter honorífico más que político de la institución. Después de 1562 sufrió, el Consejo de Estado, una transformación en sus funciones que lo convirtieron en una institución exclusivamente judicial que debía examinar las súplicas y peticiones de gracia de los súbditos saboyanos.
Otras medidas tomadas por Manuel Filiberto fueron el traslado de la capital del ducado desde Chambéry a Turín y la sustitución del latín como lengua oficial de su administración por el italiano.

#### Política exterior

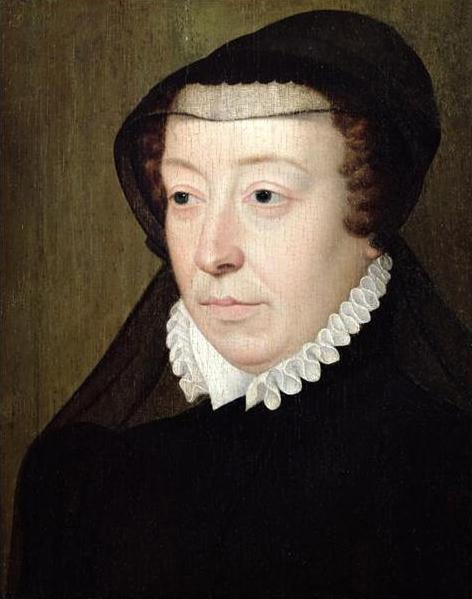
Catalina de Médicis. Obra de François Clouet.

Una vez que Manuel Filiberto de Saboya recuperó sus dominios se convirtió en un firme defensor de la neutralidad, aunque siempre se inclinó hacía España, viéndose implicado en casi todas las crisis políticas europeas entre 1560 y 1580.
Hacía 1560 la situación política parecía favorable a la formación de un bloque católico que uniese a Francia, dominada por el partido católico, España y el Papa Pío IV. Su finalidad sería la destrucción de Ginebra y el elegido para llevar a cabo la misión sería Manuel Filiberto de Saboya, sin embargo, el recelo entre los estados y la muerte de Francisco II de Francia que acarreó el compromiso entre católicos y hugonotes en Francia dio al traste con esta posibilidad.
Ese mismo año llegó a un acuerdo con los cantones suizos católicos por lo que se renovaba la antigua alianza que los vinculaba a Saboya, comprometiéndose ambas partes a ayudarse en caso de agresión.
En marzo de 1562, tras la matanza de hugonotes en Wassy, dieron comienzo las guerras de religión en Francia y Manuel Filiberto aprovechó la debilidad francesa para recuperar sus dominios que aún permanecían en manos francesas. Manuel Filiberto no dudó de ofrecer ayuda militar y económica a Catalina de Médicis y consiguió un primer éxito en los acuerdos de Blois por los que Francia devolvía las plazas de Turín, Chieri, Chivasso y Villanova d'Asti pero aún conservaban Pinerolo y Savigliano. Manuel Filiberto aceptó dicho compromiso.

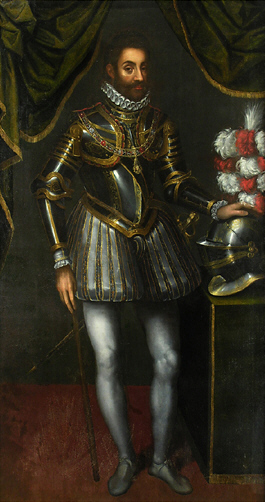
Manuel Filiberto de Saboya. Obra de Scipione Pulcione.

Este acuerdo se vio en la corte española como un acercamiento hacia Francia por lo que Felipe II se negó a devolver Asti y Santhia que solo serán devueltas doce años después en 1575.
En 1563 se iniciaron conversaciones con Berna para la devolución de varias plazas ocupadas por la ciudad suiza. Sin embargo las negociaciones no llegaron a buen puerto y ambos contendientes se prepararon para el conflicto armado. Sin embargo varios cantones suizos se presentaron como mediadores entre el duque y los berneses y entre mayo y octubre de 1564 se llegaron a varios acuerdos por los que se dejaba en suspenso la cuestión de Ginebra y se devolvía a Saboya las ciudades de Saint-Julien-en-Genevois, Chablais y Gex. Por su parte Manuel Filiberto se comprometía a mantener la tolerancia religiosa de estos territorios.
Una vez resueltos los problemas suizos, Manuel Filiberto de Saboya, intentó asumir la función de garante en la península itálica de la unión de los príncipes bajo la supremacía española, un papel que si bien favorecía los intereses españoles no dejaba de mostrar su aspiración de superioridad sobre el resto de los príncipes italianos. Incluso intentó organizar una liga católica para luchar contra los protestantes, con la ayuda del Papa, que tuvo escasos resultados.
En 1565 Manuel Filiberto de Saboya intentó hacerse con el poder en Monferrato, que estaba bajo el poder de la familia Gonzaga, fomentando una revuelta, pero España no podía aceptar alteraciones en Italia y apoyó a Guglielmo Gonzaga.

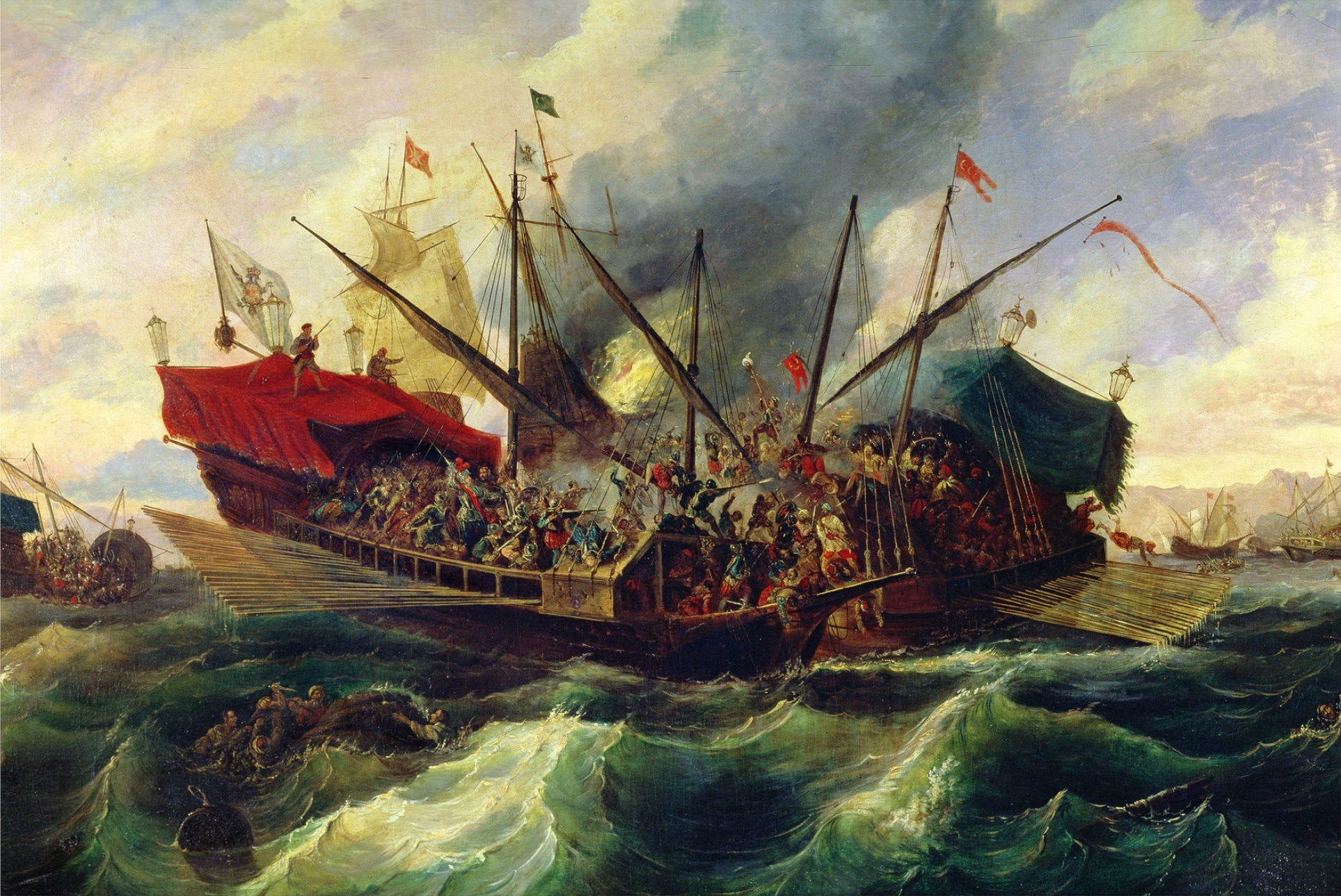
Choque de galeras durante la batalla de Lepanto. Obra
de Antonio Brugada.

Manuel Filiberto respondió acercándose a Maximiliano II de Habsburgo y aunque sus reivindicaciones sobre Monferrato no fueron escuchadas ganó gran prestigio al realizar un envío de un pequeño cuerpo del ejército a Hungría para luchar contra los turcos en 1566.
Las relaciones con España mejoraron a raíz del comienzo de la guerra de Flandes en 1568, ya que la Monarquía católica necesitaba Saboya como punto de conexión de los tercios estacionados en Italia y el Camino Español. Incluso se llegó a especular que Felipe II pondría a Manuel Filiberto a la cabeza del ejército español para aplacar la insurrección, pero la corte española desconfiaba de la actitud que Manuel Filiberto había tomado respecto a la política exterior de Saboya, ya que se había convertido cada vez en más independiente.

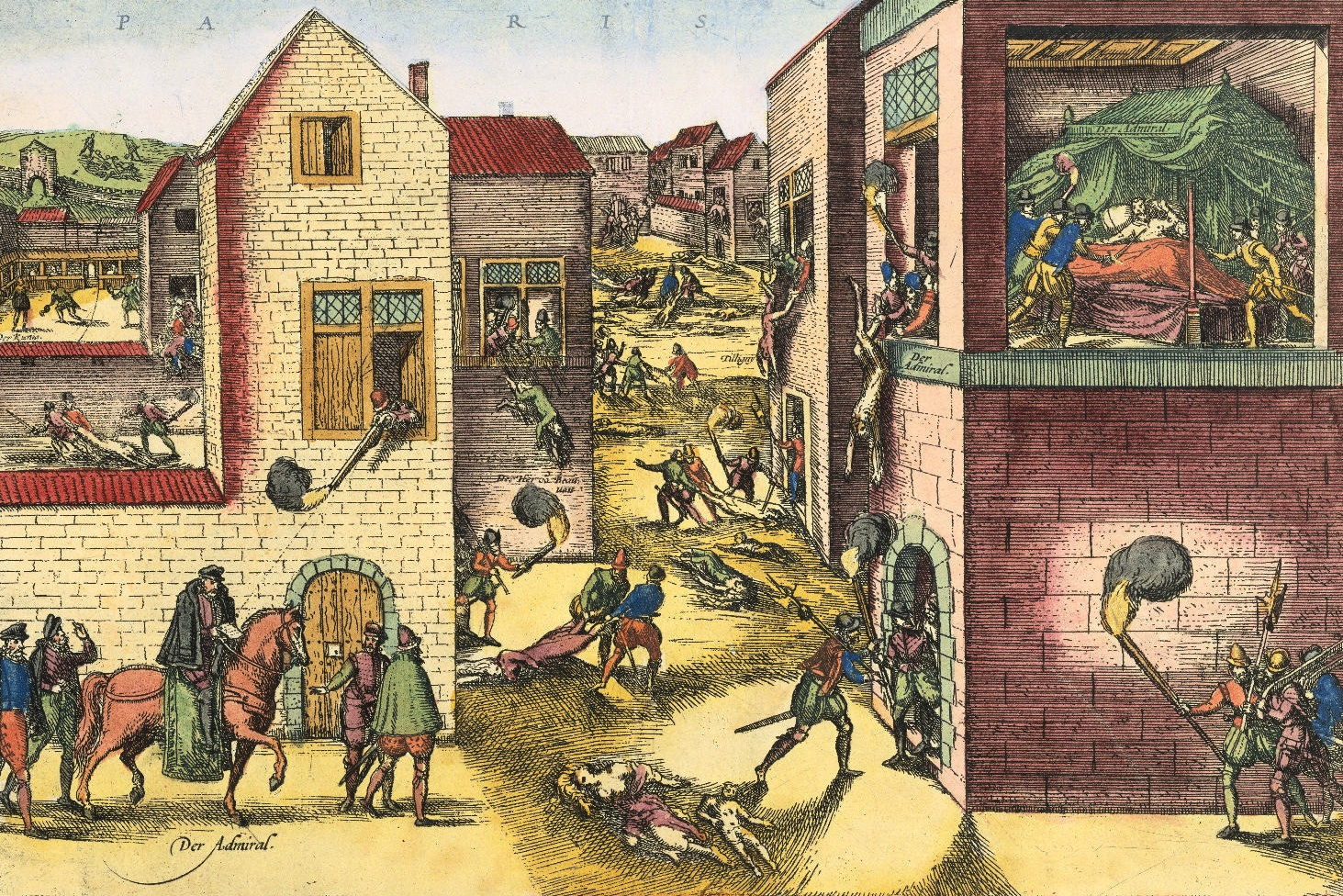
Matanza de San Bartolomé.

En 1570 la presión turca en el Mediterráneo hizo posible el contacto entre España, la Serenísima República de Venecia y el Papado, quienes decidieron formar una Liga Santa. El Papa Pío V se mostraba ilusionado con el proyecto e impulsó el proyecto de que Manuel Filiberto asumiera el mando de las tropas de tierra y el duque de Saboya pidió a Felipe II que le dejara dirigir la empresa. Sin embargo, Felipe II denegó la propuesta.
Sin embargo, el Ducado de Saboya participó en la batalla de Lepanto con el envío de tres galeras (llamadas “Capitana”, “Margherita” y “Piamontesa”) bajo el mando de Andrea Provenza di Leyni, las cuales lucharon bajo el mando de los venecianos.
El duque Manuel Filiberto de Saboya participó en la matanza de San Bartolomé, en 1572, dando apoyo a los partidarios de la conjura, protegiendo a Alberto de Gondi, cardenal de Retz, uno de los artífices de la masacre.
En 1574 logró de Enrique III de Francia la devolución de las ciudades de Pinerolo y Savigliano.
Su última acción en política exterior fue asegurar la anexión del Ducado de Tende, consiguiendolo su hijo en 1581.
Manuel Filiberto de Saboya comenzó a sufrir en la segunda mitad de la década de los 70 crisis nefríticas manifestándose con fiebres, estreñimiento y hemorragias nasales. Todo se complicó con una cirrosis hepática producida por el exceso de alcohol.
Manuel Filiberto falleció en Turín el 30 de agosto de 1580. Había heredado un estado ocupado por los franceses y dejaba a su muerte un estado fuerte y bien organizado.

## Matrimonio e hijos

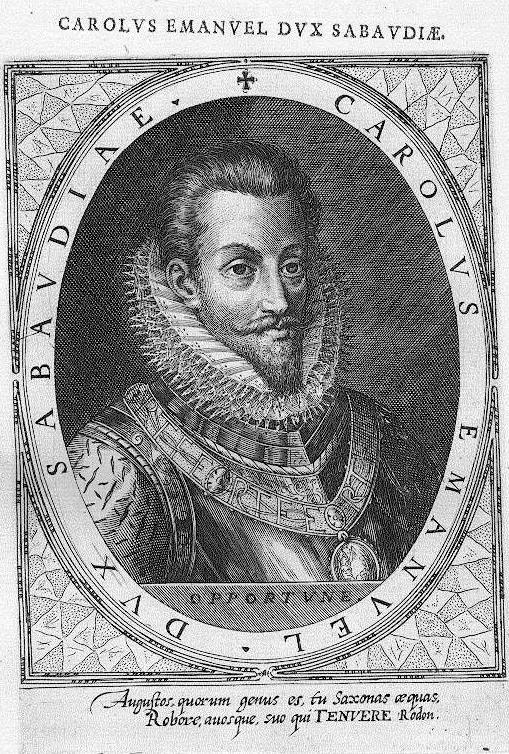
Carlos Manuel I de Saboya.

Por la Paz de Cateau-Cambrésis Manuel Filiberto, contrajo matrimonio con Margarita de Francia, duquesa de Berry (1523-1574), hermana del Rey Enrique II en julio de 1559.
El matrimonio fue feliz en los primeros. Sin embargo, tras el nacimiento de su único hijo, Carlos Manuel I de Saboya, las relaciones entre los cónyuges se fueron enfriando y Manuel Filiberto mantuvo relaciones con otras mujeres causando grandes celos en su esposa.
Manuel Filiberto de Saboya tuvo como amante a Laura Cravola, dama de Vercelli, de la que nacieron en 1556 María de Saboya quien se casó en 1570 con Filippo d'Este, marqués de San Marino y Francisca de Saboya quien se casó con Gabriel Vial, procurador del Rey de Francia y uno de los más antiguos miembros de la familia Vial.
De Lucrecia Proba, noble turinesa, tuvo a Amadeo, quien más tarde se convirtió en marqués de San Ramberto.
De una hija de Martino Doria tuvo otro hijo llamado Filippo y de Beatrice Langosco, hija del gran canciller Tommaso nacieron dos hijas y un varón.

## Antepasados
| \| \| \| \| \| \| \| \| \| \| \| \| \| \| \| \| \| \| \| \| 16. Duque Amadeus VIII de Saboya \| \| \| \| \| \| \| \| \| \| \| \| \| \| \| \| \| \| \| \| \| \| \| \| \| \| \| \| \| \| \| \| \| \| \| \| \| \| \| \| \| \| \| \| \| \| \| \| \| \| \| \| \| \| 8. Duque Ludovico de Saboya \| \| \| \| \| \| \| \| \| \| \| \| \| \| \| \| \| \| \| \| \| \| \| \| \| \| \| \| \| \| \| \| \| \| \| \| \| \| \| \| \| \| \| \| \| \| \| \| \| \| \| \| \| \| 17. Duquesa Mary de Borgoña \| \| \| \| \| \| \| \| \| \| \| \| \| \| \| \| \| \| \| \| \| \| \| \| \| \| \| \| \| \| \| \| \| \| \| \| \| \| \| \| \| \| \| \| \| \| \| \| \| \| \| \| \| \| 4. Duque Felipe II de Saboya \| \| \| \| \| \| \| \| \| \| \| \| \| \| \| \| \| \| \| \| \| \| \| \| \| \| \| \| \| \| \| \| \| \| \| \| \| \| \| \| \| \| \| \| \| \| \| \| \| \| \| \| \| \| 18. Rey Janus I de Chipre \| \| \| \| \| \| \| \| \| \| \| \| \| \| \| \| \| \| \| \| \| \| \| \| \| \| \| \| \| \| \| \| \| \| \| \| \| \| \| \| \| \| \| \| \| \| \| \| \| \| \| \| \| \| 9. Princesa Anne de Chipre \| \| \| \| \| \| \| \| \| \| \| \| \| \| \| \| \| \| \| \| \| \| \| \| \| \| \| \| \| \| \| \| \| \| \| \| \| \| \| \| \| \| \| \| \| \| \| \| \| \| \| \| \| \| 19. Reina Charlotte de Borbón-La Marche \| \| \| \| \| \| \| \| \| \| \| \| \| \| \| \| \| \| \| \| \| \| \| \| \| \| \| \| \| \| \| \| \| \| \| \| \| \| \| \| \| \| \| \| \| \| \| \| \| \| \| \| \| \| 2. Duque Carlos III de Saboya \| \| \| \| \| \| \| \| \| \| \| \| \| \| \| \| \| \| \| \| \| \| \| \| \| \| \| \| \| \| \| \| \| \| \| \| \| \| \| \| \| \| \| \| \| \| \| \| \| \| \| \| \| \| 20. Señor Juan de Brosse, mariscal de Boussac \| \| \| \| \| \| \| \| \| \| \| \| \| \| \| \| \| \| \| \| \| \| \| \| \| \| \| \| \| \| \| \| \| \| \| \| \| \| \| \| \| \| \| \| \| \| \| \| \| \| \| \| \| \| 10. Duque Juan II de Penthièvre \| \| \| \| \| \| \| \| \| \| \| \| \| \| \| \| \| \| \| \| \| \| \| \| \| \| \| \| \| \| \| \| \| \| \| \| \| \| \| \| \| \| \| \| \| \| \| \| \| \| \| \| \| \| 21. Señora Jeanne de Naillac \| \| \| \| \| \| \| \| \| \| \| \| \| \| \| \| \| \| \| \| \| \| \| \| \| \| \| \| \| \| \| \| \| \| \| \| \| \| \| \| \| \| \| \| \| \| \| \| \| \| \| \| \| \| 5. Duquesa Claudine de Brosse \| \| \| \| \| \| \| \| \| \| \| \| \| \| \| \| \| \| \| \| \| \| \| \| \| \| \| \| \| \| \| \| \| \| \| \| \| \| \| \| \| \| \| \| \| \| \| \| \| \| \| \| \| \| 22. Señor Carlos de Blois-Châtillon \| \| \| \| \| \| \| \| \| \| \| \| \| \| \| \| \| \| \| \| \| \| \| \| \| \| \| \| \| \| \| \| \| \| \| \| \| \| \| \| \| \| \| \| \| \| \| \| \| \| \| \| \| \| 11. Duquesa Nicole de Blois-Châtillon de Penthièvre \| \| \| \| \| \| \| \| \| \| \| \| \| \| \| \| \| \| \| \| \| \| \| \| \| \| \| \| \| \| \| \| \| \| \| \| \| \| \| \| \| \| \| \| \| \| \| \| \| \| \| \| \| \| 23. Señora Isabeau de Vivonne \| \| \| \| \| \| \| \| \| \| \| \| \| \| \| \| \| \| \| \| \| \| \| \| \| \| \| \| \| \| \| \| \| \| \| \| \| \| \| \| \| \| \| \| \| \| \| \| \| \| \| \| \| \| 1. Emmanuel Filiberto, Duque de Saboya \| \| \| \| \| \| \| \| \| \| \| \| \| \| \| \| \| \| \| \| \| \| \| \| \| \| \| \| \| \| \| \| \| \| \| \| \| \| \| \| \| \| \| \| \| \| \| \| \| \| \| \| \| \| 24. Rey Duarte I de Portugal \| \| \| \| \| \| \| \| \| \| \| \| \| \| \| \| \| \| \| \| \| \| \| \| \| \| \| \| \| \| \| \| \| \| \| \| \| \| \| \| \| \| \| \| \| \| \| \| \| \| \| \| \| \| 12. Duque Fernando de Viseu \| \| \| \| \| \| \| \| \| \| \| \| \| \| \| \| \| \| \| \| \| \| \| \| \| \| \| \| \| \| \| \| \| \| \| \| \| \| \| \| \| \| \| \| \| \| \| \| \| \| \| \| \| \| 25. Reina Eleanor de Aragón \| \| \| \| \| \| \| \| \| \| \| \| \| \| \| \| \| \| \| \| \| \| \| \| \| \| \| \| \| \| \| \| \| \| \| \| \| \| \| \| \| \| \| \| \| \| \| \| \| \| \| \| \| \| 6. Rey Manuel I de Portugal \| \| \| \| \| \| \| \| \| \| \| \| \| \| \| \| \| \| \| \| \| \| \| \| \| \| \| \| \| \| \| \| \| \| \| \| \| \| \| \| \| \| \| \| \| \| \| \| \| \| \| \| \| \| 26. Infante Juan, Señor de Reguengos de Monsaraz \| \| \| \| \| \| \| \| \| \| \| \| \| \| \| \| \| \| \| \| \| \| \| \| \| \| \| \| \| \| \| \| \| \| \| \| \| \| \| \| \| \| \| \| \| \| \| \| \| \| \| \| \| \| 13. Princesa Beatrice de Portugal \| \| \| \| \| \| \| \| \| \| \| \| \| \| \| \| \| \| \| \| \| \| \| \| \| \| \| \| \| \| \| \| \| \| \| \| \| \| \| \| \| \| \| \| \| \| \| \| \| \| \| \| \| \| 27. Duquesa Isabella de Barcelos \| \| \| \| \| \| \| \| \| \| \| \| \| \| \| \| \| \| \| \| \| \| \| \| \| \| \| \| \| \| \| \| \| \| \| \| \| \| \| \| \| \| \| \| \| \| \| \| \| \| \| \| \| \| 3. Princesa Beatrice de Portugal \| \| \| \| \| \| \| \| \| \| \| \| \| \| \| \| \| \| \| \| \| \| \| \| \| \| \| \| \| \| \| \| \| \| \| \| \| \| \| \| \| \| \| \| \| \| \| \| \| \| \| \| \| \| 28. Rey Juan II de Aragón \| \| \| \| \| \| \| \| \| \| \| \| \| \| \| \| \| \| \| \| \| \| \| \| \| \| \| \| \| \| \| \| \| \| \| \| \| \| \| \| \| \| \| \| \| \| \| \| \| \| \| \| \| \| 14. Rey Ferdinand II de Aragón \| \| \| \| \| \| \| \| \| \| \| \| \| \| \| \| \| \| \| \| \| \| \| \| \| \| \| \| \| \| \| \| \| \| \| \| \| \| \| \| \| \| \| \| \| \| \| \| \| \| \| \| \| \| 29. Reina Juana Enríquez \| \| \| \| \| \| \| \| \| \| \| \| \| \| \| \| \| \| \| \| \| \| \| \| \| \| \| \| \| \| \| \| \| \| \| \| \| \| \| \| \| \| \| \| \| \| \| \| \| \| \| \| \| \| 7. Reina María de Aragón \| \| \| \| \| \| \| \| \| \| \| \| \| \| \| \| \| \| \| \| \| \| \| \| \| \| \| \| \| \| \| \| \| \| \| \| \| \| \| \| \| \| \| \| \| \| \| \| \| \| \| \| \| \| 30. Rey Juan II de Castilla \| \| \| \| \| \| \| \| \| \| \| \| \| \| \| \| \| \| \| \| \| \| \| \| \| \| \| \| \| \| \| \| \| \| \| \| \| \| \| \| \| \| \| \| \| \| \| \| \| \| \| \| \| \| 15. Reina Isabella I de Castilla \| \| \| \| \| \| \| \| \| \| \| \| \| \| \| \| \| \| \| \| \| \| \| \| \| \| \| \| \| \| \| \| \| \| \| \| \| \| \| \| \| \| \| \| \| \| \| \| \| \| \| \| \| \| 31. Reina Isabella de Portugal \| \| \| \| \| \| \| \| \| \| \| \| \| \| \| \| \| \| \| \| \| \| \| \| \| \| \| \| \| \| \| \| \| \| \| \| \| \| \| \| \| \| \| \| \| \| \| \| \| \| \| \| |                                                     |  |  |  |  |  |  |  |  |  |  |  |  |  |  |  |
| |                                                     |  |  |  |  |  |  |  |  |  |  |  |  |  |  |  |
| | 16. Duque Amadeus VIII de Saboya                    |  |  |  |  |  |  |  |  |  |  |  |  |  |  |  |
| |                                                     |  |  |  |  |  |  |  |  |  |  |  |  |  |  |  |
| |                                                     |  |  |  |  |  |  |  |  |  |  |  |  |  |  |  |
| | 8. Duque Ludovico de Saboya                         |  |  |  |  |  |  |  |  |  |  |  |  |  |  |  |
| |                                                     |  |  |  |  |  |  |  |  |  |  |  |  |  |  |  |
| |                                                     |  |  |  |  |  |  |  |  |  |  |  |  |  |  |  |
| | 17. Duquesa Mary de Borgoña                         |  |  |  |  |  |  |  |  |  |  |  |  |  |  |  |
| |                                                     |  |  |  |  |  |  |  |  |  |  |  |  |  |  |  |
| |                                                     |  |  |  |  |  |  |  |  |  |  |  |  |  |  |  |
| | 4. Duque Felipe II de Saboya                        |  |  |  |  |  |  |  |  |  |  |  |  |  |  |  |
| |                                                     |  |  |  |  |  |  |  |  |  |  |  |  |  |  |  |
| |                                                     |  |  |  |  |  |  |  |  |  |  |  |  |  |  |  |
| | 18. Rey Janus I de Chipre                           |  |  |  |  |  |  |  |  |  |  |  |  |  |  |  |
| |                                                     |  |  |  |  |  |  |  |  |  |  |  |  |  |  |  |
| |                                                     |  |  |  |  |  |  |  |  |  |  |  |  |  |  |  |
| | 9. Princesa Anne de Chipre                          |  |  |  |  |  |  |  |  |  |  |  |  |  |  |  |
| |                                                     |  |  |  |  |  |  |  |  |  |  |  |  |  |  |  |
| |                                                     |  |  |  |  |  |  |  |  |  |  |  |  |  |  |  |
| | 19. Reina Charlotte de Borbón-La Marche             |  |  |  |  |  |  |  |  |  |  |  |  |  |  |  |
| |                                                     |  |  |  |  |  |  |  |  |  |  |  |  |  |  |  |
| |                                                     |  |  |  |  |  |  |  |  |  |  |  |  |  |  |  |
| | 2. Duque Carlos III de Saboya                       |  |  |  |  |  |  |  |  |  |  |  |  |  |  |  |
| |                                                     |  |  |  |  |  |  |  |  |  |  |  |  |  |  |  |
| |                                                     |  |  |  |  |  |  |  |  |  |  |  |  |  |  |  |
| | 20. Señor Juan de Brosse, mariscal de Boussac       |  |  |  |  |  |  |  |  |  |  |  |  |  |  |  |
| |                                                     |  |  |  |  |  |  |  |  |  |  |  |  |  |  |  |
| |                                                     |  |  |  |  |  |  |  |  |  |  |  |  |  |  |  |
| | 10. Duque Juan II de Penthièvre                     |  |  |  |  |  |  |  |  |  |  |  |  |  |  |  |
| |                                                     |  |  |  |  |  |  |  |  |  |  |  |  |  |  |  |
| |                                                     |  |  |  |  |  |  |  |  |  |  |  |  |  |  |  |
| | 21. Señora Jeanne de Naillac                        |  |  |  |  |  |  |  |  |  |  |  |  |  |  |  |
| |                                                     |  |  |  |  |  |  |  |  |  |  |  |  |  |  |  |
| |                                                     |  |  |  |  |  |  |  |  |  |  |  |  |  |  |  |
| | 5. Duquesa Claudine de Brosse                       |  |  |  |  |  |  |  |  |  |  |  |  |  |  |  |
| |                                                     |  |  |  |  |  |  |  |  |  |  |  |  |  |  |  |
| |                                                     |  |  |  |  |  |  |  |  |  |  |  |  |  |  |  |
| | 22. Señor Carlos de Blois-Châtillon                 |  |  |  |  |  |  |  |  |  |  |  |  |  |  |  |
| |                                                     |  |  |  |  |  |  |  |  |  |  |  |  |  |  |  |
| |                                                     |  |  |  |  |  |  |  |  |  |  |  |  |  |  |  |
| | 11. Duquesa Nicole de Blois-Châtillon de Penthièvre |  |  |  |  |  |  |  |  |  |  |  |  |  |  |  |
| |                                                     |  |  |  |  |  |  |  |  |  |  |  |  |  |  |  |
| |                                                     |  |  |  |  |  |  |  |  |  |  |  |  |  |  |  |
| | 23. Señora Isabeau de Vivonne                       |  |  |  |  |  |  |  |  |  |  |  |  |  |  |  |
| |                                                     |  |  |  |  |  |  |  |  |  |  |  |  |  |  |  |
| |                                                     |  |  |  |  |  |  |  |  |  |  |  |  |  |  |  |
| | 1. Emmanuel Filiberto, Duque de Saboya              |  |  |  |  |  |  |  |  |  |  |  |  |  |  |  |
| |                                                     |  |  |  |  |  |  |  |  |  |  |  |  |  |  |  |
| |                                                     |  |  |  |  |  |  |  |  |  |  |  |  |  |  |  |
| | 24. Rey Duarte I de Portugal                        |  |  |  |  |  |  |  |  |  |  |  |  |  |  |  |
| |                                                     |  |  |  |  |  |  |  |  |  |  |  |  |  |  |  |
| |                                                     |  |  |  |  |  |  |  |  |  |  |  |  |  |  |  |
| | 12. Duque Fernando de Viseu                         |  |  |  |  |  |  |  |  |  |  |  |  |  |  |  |
| |                                                     |  |  |  |  |  |  |  |  |  |  |  |  |  |  |  |
| |                                                     |  |  |  |  |  |  |  |  |  |  |  |  |  |  |  |
| | 25. Reina Eleanor de Aragón                         |  |  |  |  |  |  |  |  |  |  |  |  |  |  |  |
| |                                                     |  |  |  |  |  |  |  |  |  |  |  |  |  |  |  |
| |                                                     |  |  |  |  |  |  |  |  |  |  |  |  |  |  |  |
| | 6. Rey Manuel I de Portugal                         |  |  |  |  |  |  |  |  |  |  |  |  |  |  |  |
| |                                                     |  |  |  |  |  |  |  |  |  |  |  |  |  |  |  |
| |                                                     |  |  |  |  |  |  |  |  |  |  |  |  |  |  |  |
| | 26. Infante Juan, Señor de Reguengos de Monsaraz    |  |  |  |  |  |  |  |  |  |  |  |  |  |  |  |
| |                                                     |  |  |  |  |  |  |  |  |  |  |  |  |  |  |  |
| |                                                     |  |  |  |  |  |  |  |  |  |  |  |  |  |  |  |
| | 13. Princesa Beatrice de Portugal                   |  |  |  |  |  |  |  |  |  |  |  |  |  |  |  |
| |                                                     |  |  |  |  |  |  |  |  |  |  |  |  |  |  |  |
| |                                                     |  |  |  |  |  |  |  |  |  |  |  |  |  |  |  |
| | 27. Duquesa Isabella de Barcelos                    |  |  |  |  |  |  |  |  |  |  |  |  |  |  |  |
| |                                                     |  |  |  |  |  |  |  |  |  |  |  |  |  |  |  |
| |                                                     |  |  |  |  |  |  |  |  |  |  |  |  |  |  |  |
| | 3. Princesa Beatrice de Portugal                    |  |  |  |  |  |  |  |  |  |  |  |  |  |  |  |
| |                                                     |  |  |  |  |  |  |  |  |  |  |  |  |  |  |  |
| |                                                     |  |  |  |  |  |  |  |  |  |  |  |  |  |  |  |
| | 28. Rey Juan II de Aragón                           |  |  |  |  |  |  |  |  |  |  |  |  |  |  |  |
| |                                                     |  |  |  |  |  |  |  |  |  |  |  |  |  |  |  |
| |                                                     |  |  |  |  |  |  |  |  |  |  |  |  |  |  |  |
| | 14. Rey Ferdinand II de Aragón                      |  |  |  |  |  |  |  |  |  |  |  |  |  |  |  |
| |                                                     |  |  |  |  |  |  |  |  |  |  |  |  |  |  |  |
| |                                                     |  |  |  |  |  |  |  |  |  |  |  |  |  |  |  |
| | 29. Reina Juana Enríquez                            |  |  |  |  |  |  |  |  |  |  |  |  |  |  |  |
| |                                                     |  |  |  |  |  |  |  |  |  |  |  |  |  |  |  |
| |                                                     |  |  |  |  |  |  |  |  |  |  |  |  |  |  |  |
| | 7. Reina María de Aragón                            |  |  |  |  |  |  |  |  |  |  |  |  |  |  |  |
| |                                                     |  |  |  |  |  |  |  |  |  |  |  |  |  |  |  |
| |                                                     |  |  |  |  |  |  |  |  |  |  |  |  |  |  |  |
| | 30. Rey Juan II de Castilla                         |  |  |  |  |  |  |  |  |  |  |  |  |  |  |  |
| |                                                     |  |  |  |  |  |  |  |  |  |  |  |  |  |  |  |
| |                                                     |  |  |  |  |  |  |  |  |  |  |  |  |  |  |  |
| | 15. Reina Isabella I de Castilla                    |  |  |  |  |  |  |  |  |  |  |  |  |  |  |  |
| |                                                     |  |  |  |  |  |  |  |  |  |  |  |  |  |  |  |
| |                                                     |  |  |  |  |  |  |  |  |  |  |  |  |  |  |  |
| | 31. Reina Isabella de Portugal                      |  |  |  |  |  |  |  |  |  |  |  |  |  |  |  |
| |                                                     |  |  |  |  |  |  |  |  |  |  |  |  |  |  |  |
| |                                                     |  |  |  |  |  |  |  |  |  |  |  |  |  |  |  |

| Predecesor: Carlos III       | Duque de Saboya 1553-1580                          | Sucesor: Carlos Manuel I    |
| Predecesor: María de Hungría | Gobernador de los Países Bajos españoles 1555-1559 | Sucesor: Margarita de Parma |